# Mennonicki dom modlitwy w Niedźwiedziówce

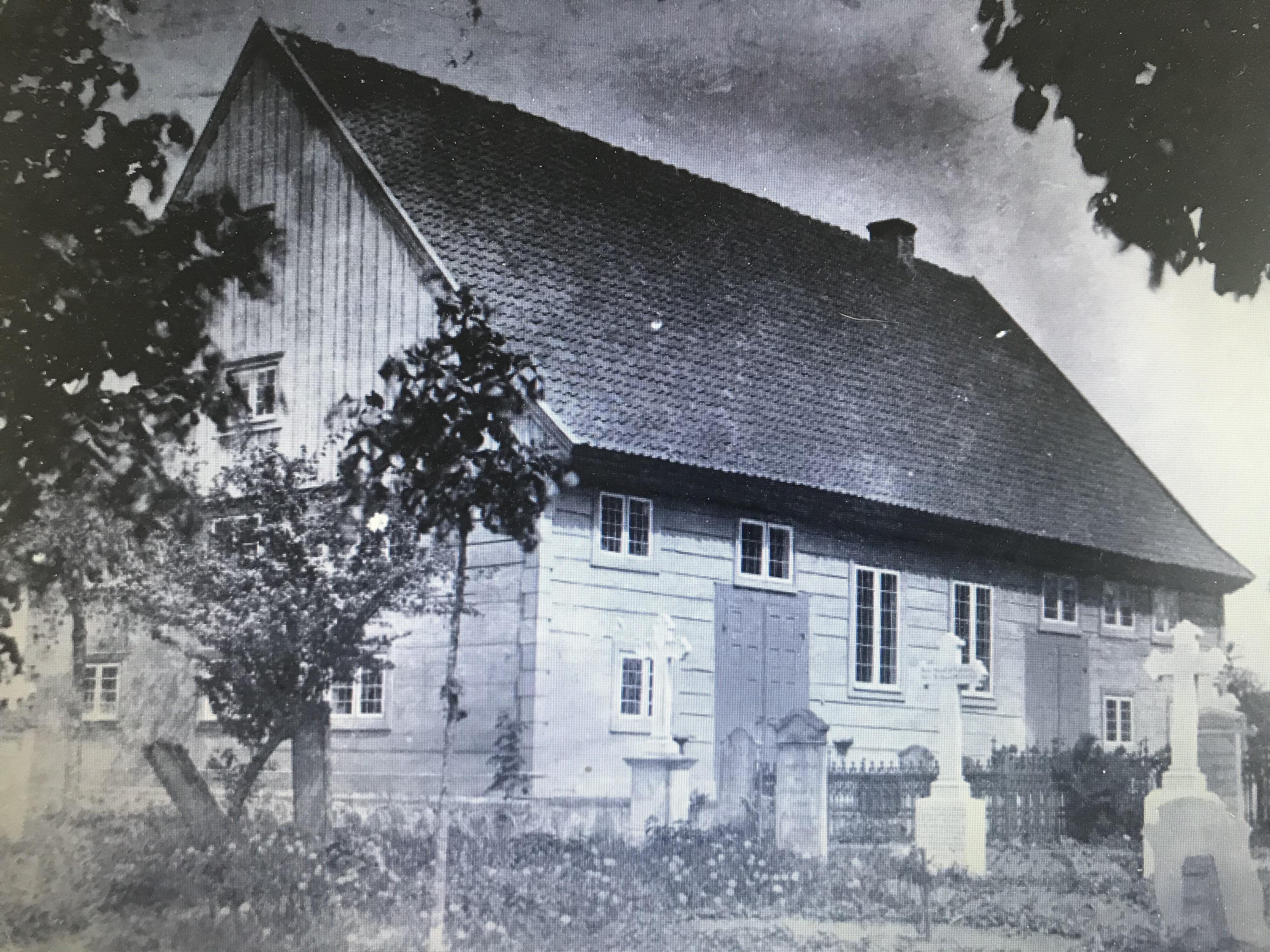
Mennonicki dom modlitwy w Niedźwiedziówce. (fotografia z okresu międzywojennego)

Mennonicki dom modlitwy w Niedźwiedziówce – świątynia mennonicka wzniesiona w 1768 na terenie osady Niedźwiedziówka (niem. Bärwalde) dawniej Żuławki (niem. Fürstenwerder), położona w północnej części miejscowości i okolona cmentarzem dla wiernych tego wyznania. Spłonęła doszczętnie w 1990.

## Historia
Obiekt został wzniesiony w 1768 na mocy koncesji uzyskanej od biskupa chełmińskiego. Był to budynek drewniany, znajdujący się na posesji, na której utworzono cmentarz. Dom modlitwy przetrwał II wojnę światową i okres Polski Ludowej. Spłonął w 1990. Pozostały po nim tylko fundamenty.
Cmentarz uporządkowano po 2000 w formie lapidarium. W jego zabezpieczenie włączyła się społeczność lokalna. W 2015 na cmentarzau zdewastowano nagrobki, zostały połamane i rozrzucone po terenie nekropolii.

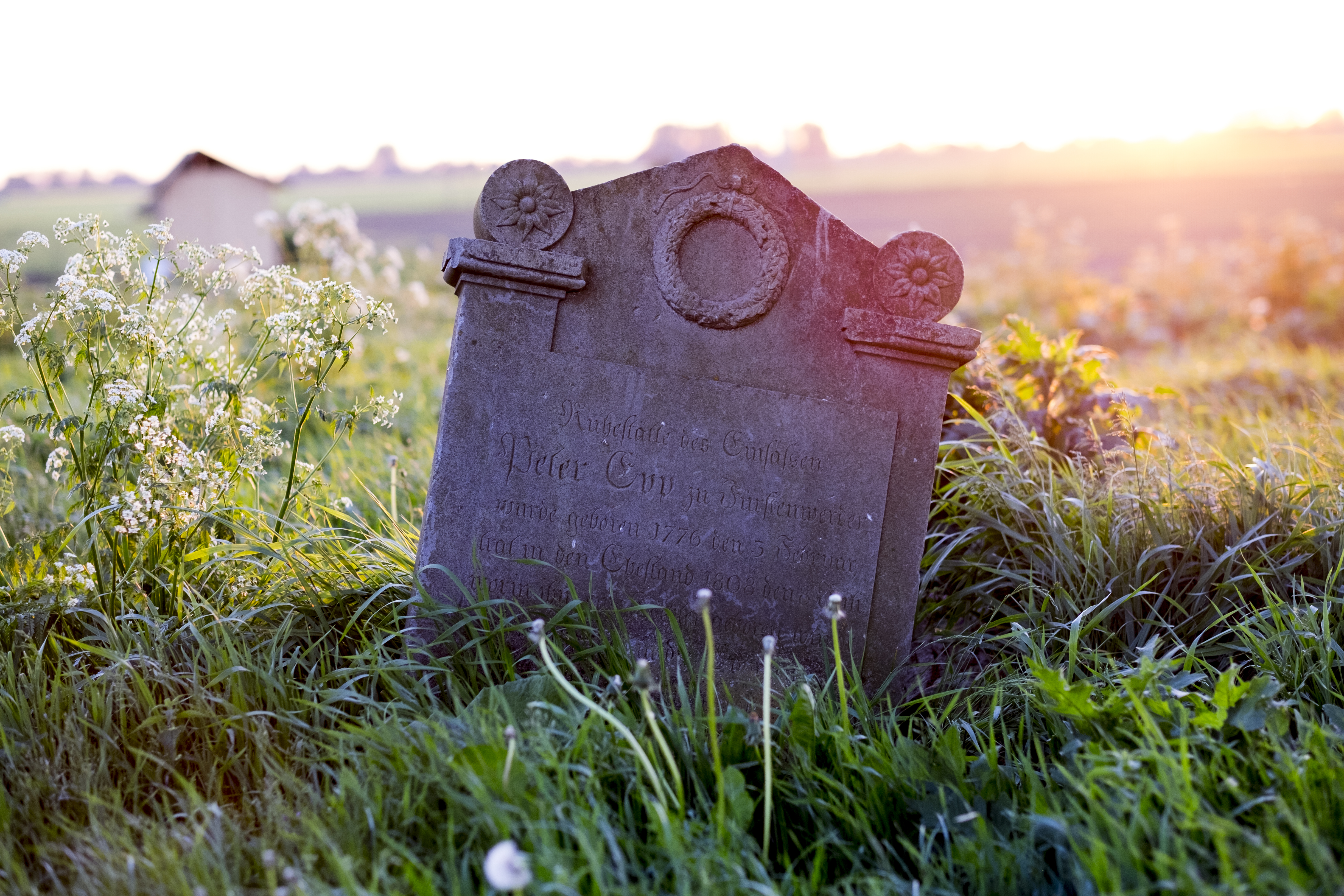
Stella na cmentarzu mennonickim okalającym dom modlitwy w Niedźwiedziówce (grób Petera Eppa, właściciela domu podcieniowego nr 6 w Żuławkach)